# Pristimantis quaquaversus
Pristimantis quaquaversus là một loài động vật lưỡng cư trong họ Strabomantidae, thuộc bộ Anura. Loài này được Lynch mô tả khoa học đầu tiên năm 1974.